# 容疑者 (1987年の映画)
『容疑者』（原題: Suspect）は、1987年のアメリカ合衆国の映画である。

## ストーリー
ワシントンで殺人事件が発生し、容疑者である浮浪者カール（リーアム・ニーソン）の弁護を担当することになった女性弁護士のキャスリーン（シェール）が、陪審員のひとりのエディ（デニス・クエイド）と共に真相を明らかにしようとする。

## キャスト
※括弧内は日本語吹替（テレビ放送版）
- シェール
- デニス・クエイド
- リーアム・ニーソン（野沢那智）
- ジョー・マンテーニャ
- ジョン・マホーニー
- フィリップ・ボスコ
- E・キャサリン・カー
- フレッド・メラメッド
- マイケル・ビーチ
- ビル・コッブス
- ジャック・ジェソップ
- リチャード・ガント